# Richmond Royal Hospital
Le Richmond Royal Hospital est un hôpital psychiatrique situé à Richmond, dans le Grand Londres.
Les bâtiments d'origines de l'hôpital sont classés Grade II.